# Pav bhaji
Le pav bhaji (en marathi : पाव भाजी)  est un mets de restauration rapide typique du Maharashtra. Il est composé d'un curry épais de légume (bhaji) généralement cuisiné dans du beurre et servi avec un petit pain moelleux (pav).

## Histoire
Ce plat trouve ses origines dans les années 1850 où les travailleurs des usines textiles de Bombay le consommaient sur le pouce pour le déjeuner,. Plus tard, le pav bhaji fit son apparition dans les restaurants de la ville,.
Le pav bhaji est proposé aussi bien sur des stands ambulants que dans des restaurants plus classiques d'Inde et à l'étranger,.

## Préparation

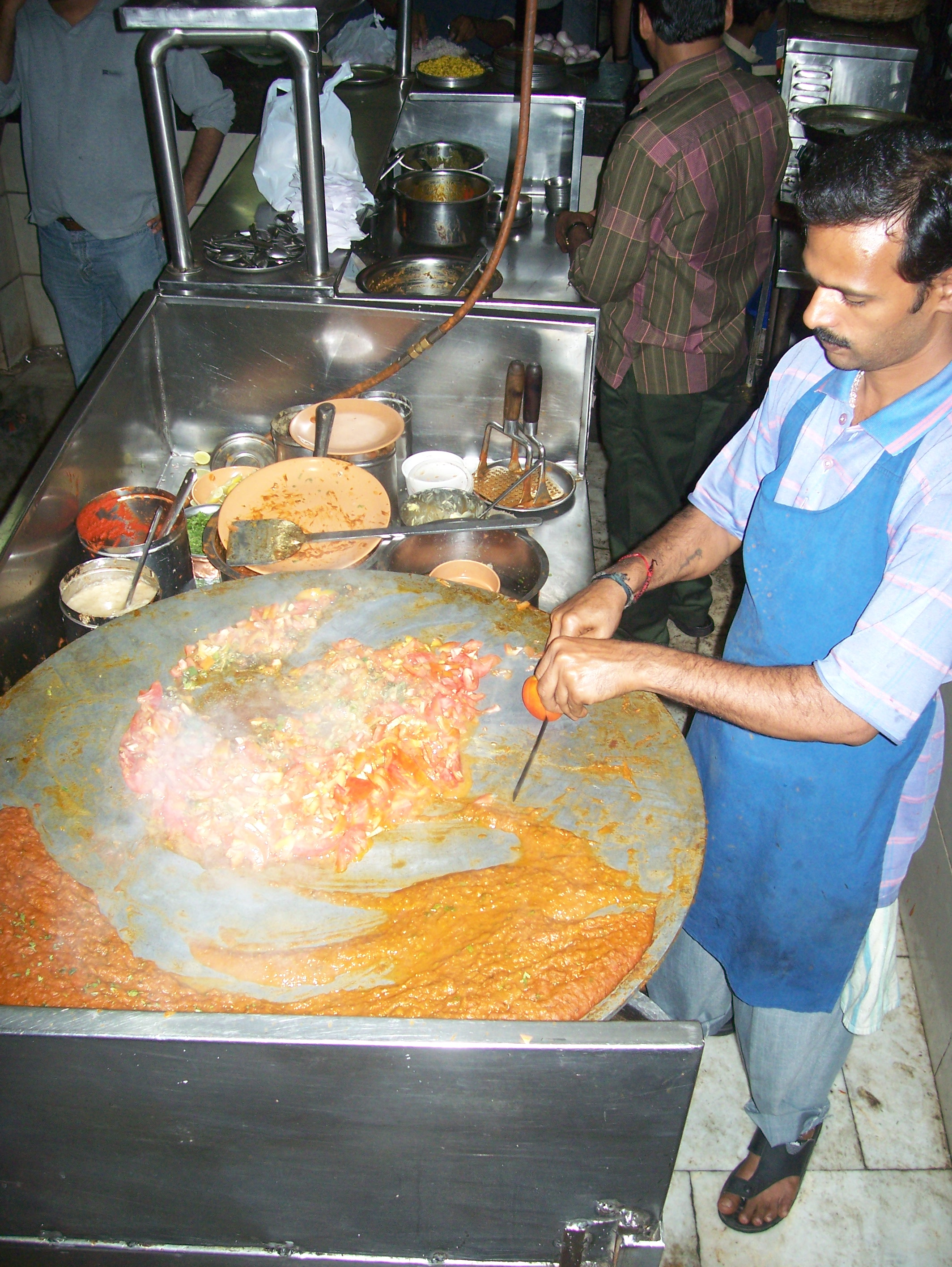
Le pav bhaji est cuisiné sur un tava en fer.

Le pav bhaji connait de nombreuses variantes aussi bien dans ses ingrédients que dans ses garnitures, mais la base est constituée d'un mélange épicé de légumes en purée dans une sauce épaisse, cuisiné sur un ustensile de cuisson plat appelé tava. Il est servi chaud avec un petit pain blanc moelleux et beurré.
Le pav bhaji peut être garni de fromage, de panir, de champignons, de fruits secs. Le petit pain peut être servi à côté ou sauté directement dans la sauce. Une version jaïn est préparée sans oignons ni ail et avec des bananes plantains à la place des pommes de terre. On retrouve des morceaux de légumes dans le khada pav bhaji. Un mélange particulier d'épices est à l'origine de la variante de Kolhapur, le kolhapuri pav bhaji.

## Galerie

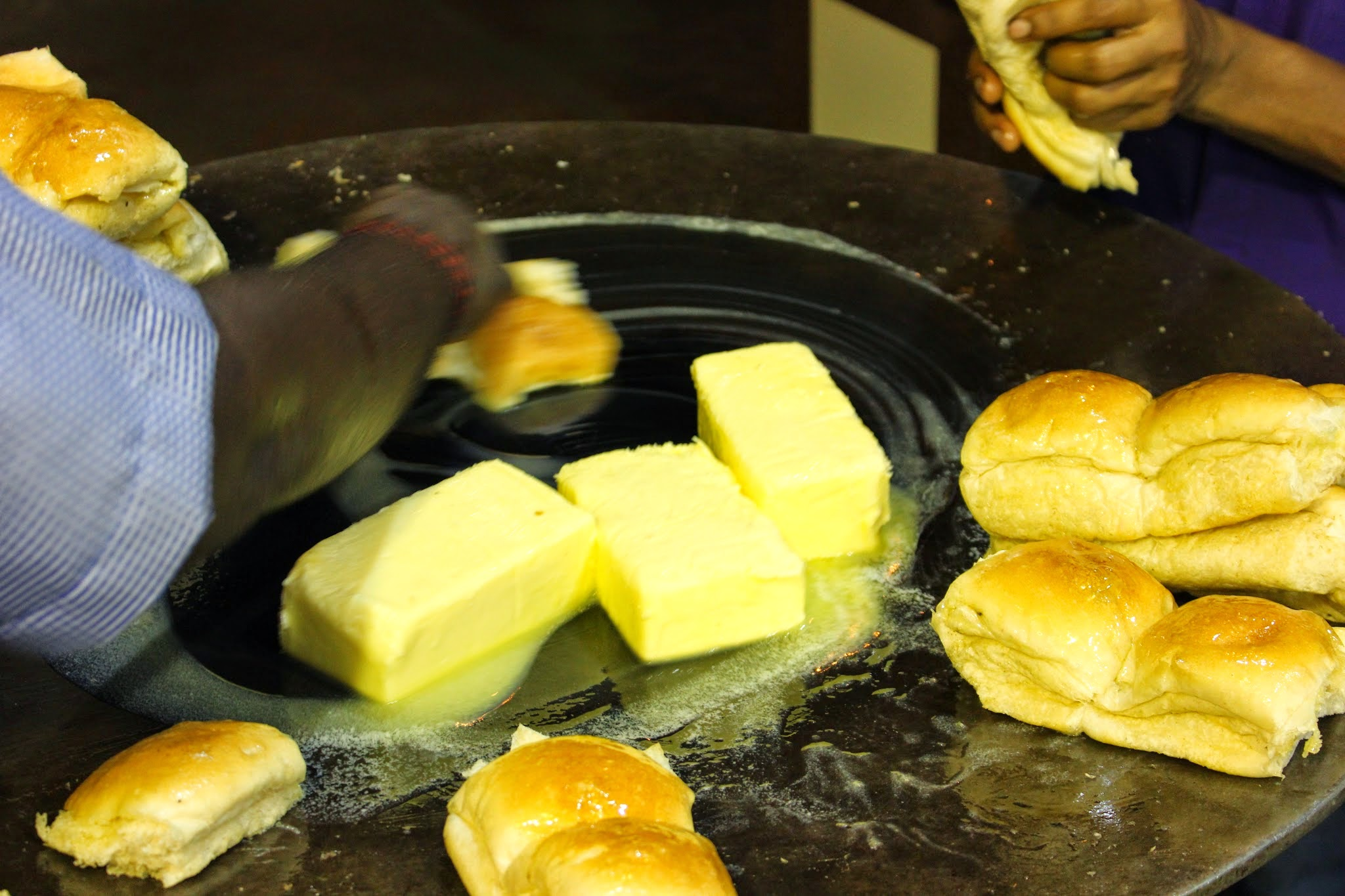
Pain beurré sur un tava.
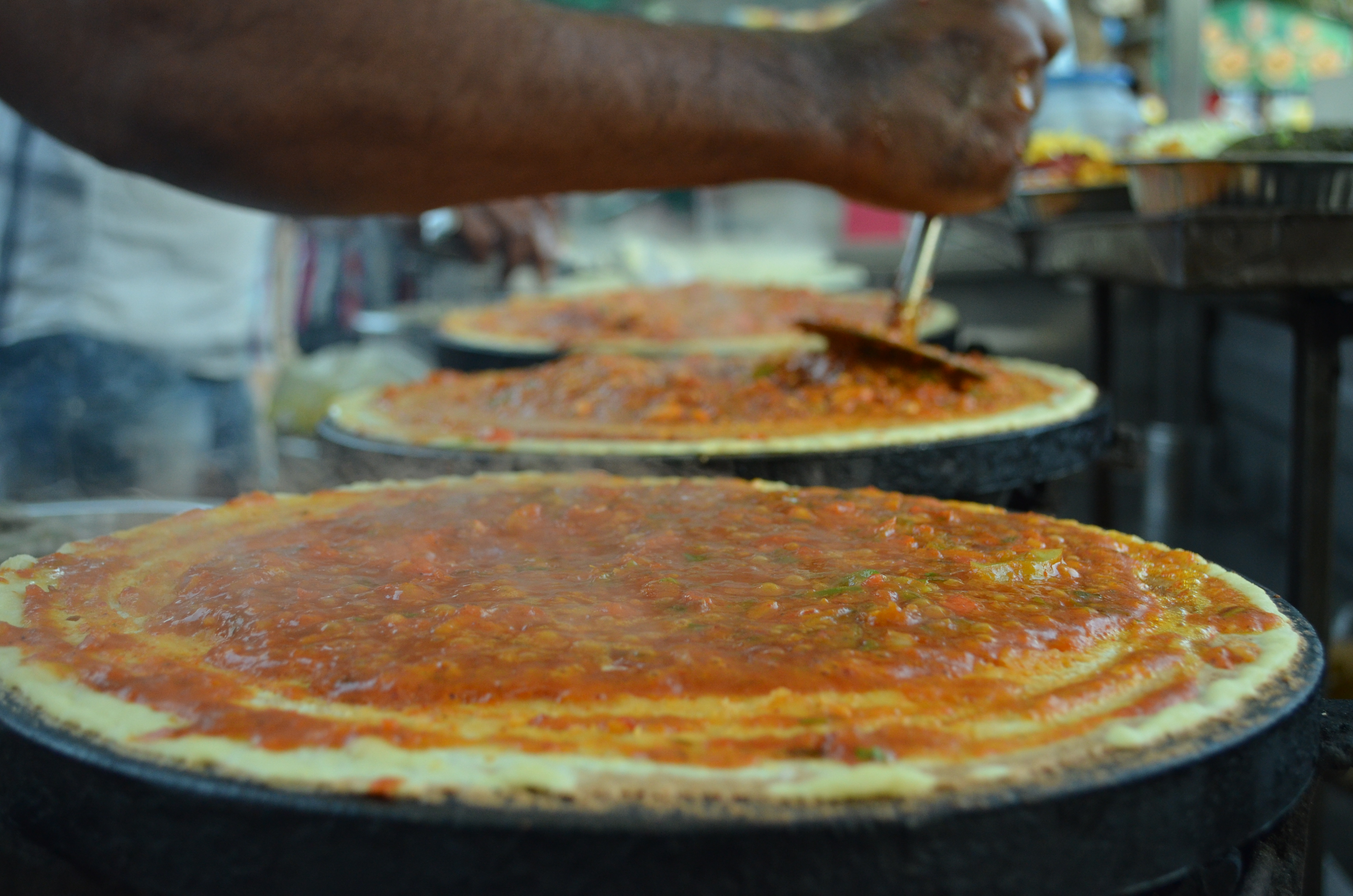
Pav bhaji servi sur un dosa.
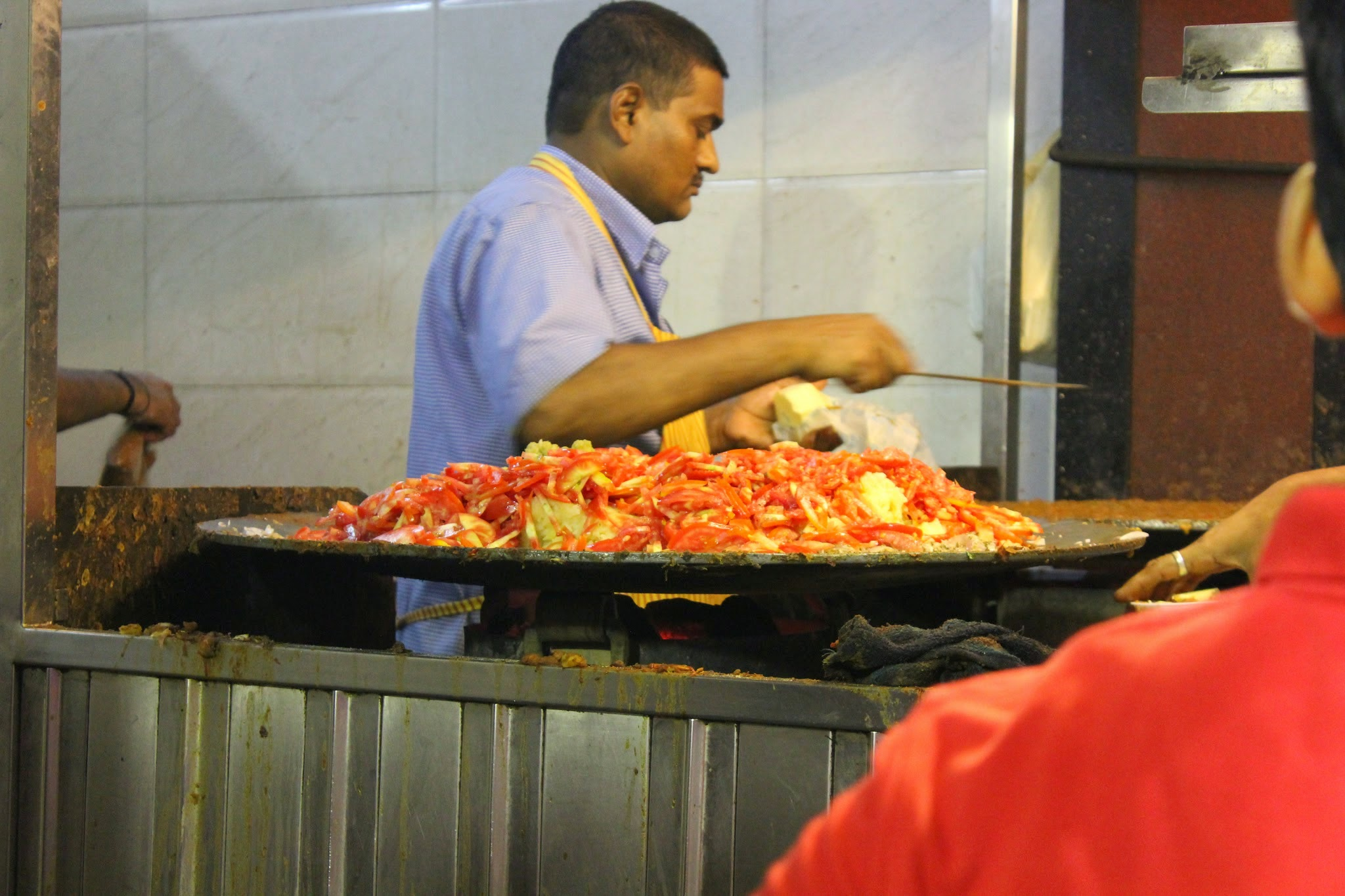
Bhaji en début de cuisson.
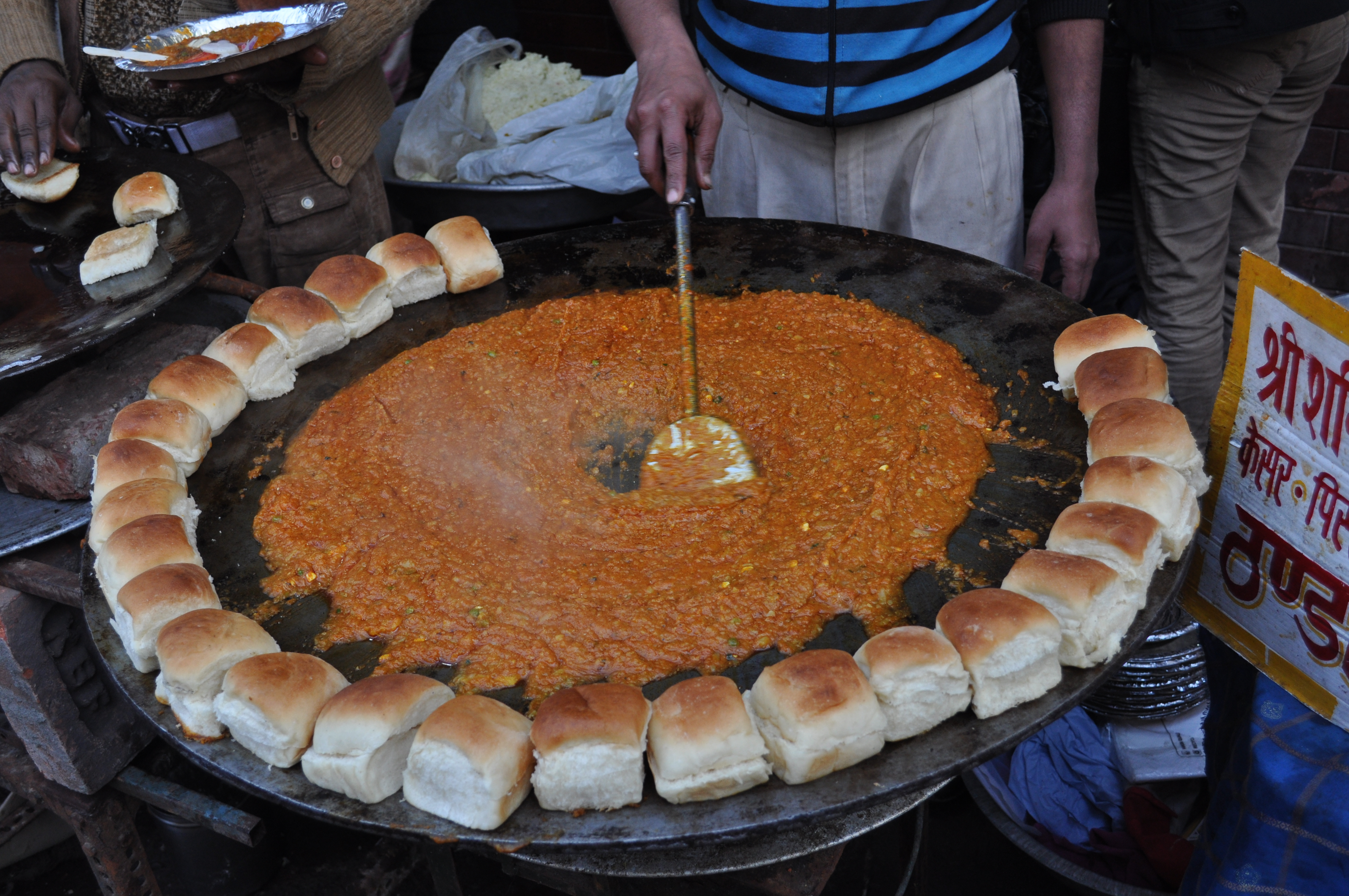
Un stand de pav bhaji à Chandni Chowk (Delhi).